# Neolophonotus malawi
Neolophonotus malawi là một loài ruồi trong họ Asilidae. Neolophonotus malawi được Londt miêu tả năm 1988. Loài này phân bố ở vùng nhiệt đới châu Phi.